# Bernardo Abarca de Bolea y Ornes
Bernardo Abarca de Bolea y Ornes (Siétamo, Huesca, 3 de noviembre de 1648 - Zaragoza, 12 de diciembre de 1701), I duque de Almazán desde 1698, III marqués de las Torres, gentilhombre de Cámara de Juan José de Austria en 1671, superintendente general de todas las rentas reales de Córdoba y su reino y administrador general de los servicios de Sevilla desde 1680. Durante la Guerra de Cataluña, además, se desempeñó como maestre de campo de un tercio de Infantería.

## Orígenes familiares
Era hijo de Luis Abarca de Bolea y Almazán, II marqués de Torres, y de Catalina Bárbara de Hornes y de la Faillel. 

## Matrimonio y descendencia
Casó el 19 de agosto de 1669, en Zaragoza, con Francisca Bermúdez de Castro y Moncayo (1657-1702), hija de Berenguer Bermúdez de Castro y Bardají, II marqués de Cañizar y de Francisca de Moncayo y Bolea, VI marquesa de San Felices. Tuvo por hijos a:
- Buenaventura Pedro Abarca de Bolea y Bermúdez de Castro, (Zaragoza, 1699-) IV marqués de Torres, IX conde de Aranda, III conde de Castelflorit, que se casó con María Josefa Pons de Mendoza y Bournonville, IV marquesa de Vilanant y III de Rupit.
- Pedro (falleció niño).
- Juan José (falleció niño).
- María Francisca Bárabara (falleció niña).
- María Teresa (falleció niña).
- Marcio Bernardo Abarca de Bolea y Bermúdez de Castro (falleció niño).
- María Francisca Abarca de Bolea y Bermúdez de Castro, que se casó con José Pedro Funes de Villalpando, V conde de Atarés.
- María Luisa Abarca de Bolea y Bermúdez de Castro, que se casó con Jerónimo Álvarez de Toledo Ayala y Manrique, IX conde de Cedillo.
- María Micaela Abarca de Bolea y Bermúdez de Castro, que se casó con José Mercader y Carroz.